# Stade Henri-Dunant
 (avril 2025).
Le stade Henri-Dunant est un stade de football luxembourgeois basé à Beggen, un quartier de la ville de Luxembourg. Ce stade de 4 830 places accueille les matchs à domicile du FC Avenir Beggen, club ayant évolué dans le championnat du Luxembourg de football de D1.